# Тихомир Орешковић
Тихомир Орешковић (Загреб, 1. јануар 1966) хрватски и канадски је предузетник, бивши председник тринаесте Владе Републике Хрватске.

## Биографија
Орешковић је рођен 1966. године у Загребу. Након одласка у Канаду 1968. године, на универзитету McMaster University у Онтарију дипломирао је хемију 1989. На истом универзитету 1991. стиче MBA диплому из финансија и информационих система.
Године 1992. почиње радити за канадску фармацеутску компанију Eli Lilly, на различитим позицијама. Касније прелази у Теву, а 2009. придружује се компанији PLIVA. Од 2014. финансијски је директор Теве за Европу.
Дана 23. децембра 2015. номинован је за мандатара и премијера Републике Хрватске, а 22. јануара 2016. постављен је за председника Владе Републике Хрватске.
Дана 16. јуна 2016. Сабор Хрватске је већином гласова изгласао неповерење председнику Владе Хрватске Тихомиру Орешковићу. За опозив премијера гласала су 125 посланика, 15 их је било против, а два уздржана.